# Атланта Трэшерз
«Атла́нта Трэ́шерз» (англ. Atlanta Thrashers) — бывший профессиональный хоккейный клуб, выступавший в Национальной хоккейной лиге. Базировался в городе Атланта, штат Джорджия, США. В 2011 году клуб переехал в Виннипег, Канада и был переименован в «Виннипег Джетс».

## История

### Основание клуба
Дебютировав в сезоне 1999/2000 годов, «Атланта Трэшерз» стали 28-й командой НХЛ и таким образом является одним из самых молодых клубов лиги. В 1997 году руководство Национальной хоккейной лиги объявило о решении расширить лигу с 26 до 30 команд, и одним из новичков должна была стать именно команда «Атланта Трэшерз». Именно так, после 19-летнего перерыва, большой хоккей вернулся в штат Джорджия (с 1972 по 1980 годы в Атланте играла команда «Флеймз», которая из-за финансовых проблем была вынуждена переехать в Калгари, где стала одной из ведущих в лиге в конце 1980-х годов). В итоге клуб был основан в 1999 году, а уже летом того же года «Трэшерз» получили первый номер на первом в своей истории драфте. Руководство в итоге выбрало чешского нападающего Патрика Штефана, которому по всем соображениям отводилась роль лидера в только что созданном коллективе. Домашним стадионом клуба стал «Филипс Арена», рассчитанный на 18 750 зрителей.

### Первые годы в НХЛ
Свой первый матч «Трэшерз» провели 2 ноября 1999 года, проиграв «Нью-Джерси Девилз» на своём льду со счётом 1:4, а автором первой шайбы «дятлов» стал капитан Келли Бакбергер. Однако первая победа пришла довольно быстро, уже в 4-й игре сезона в против «Нью-Йорк Айлендерс» 2:0. Но, в целом, новой команде было сложно конкурировать с более опытными оппонентами. Первый сезон «Атланта» закончила с худшими показателями в лиге. С 14 победами, 7 ничьими и 61 поражением (всего 39 очков) команда показала четвёртый худший результат в истории НХЛ среди команд-новичков, начиная с 1970 года, а также второй худший по количеству поражений на домашнем льду (29).
Однако уже в следующем сезоне «Трэшерз» показали прогресс. На сей раз команде из штата Джорджия удалось взять верх в 23 матчах и набрать при этом 60 очков, а по итогам чемпионата «дятлы» расположились на 13-м месте в Восточной Конференции, опередив «Айлендерс» и «Тампу-Бэй». В начале сезона 2001/02 в составе клуба дебютировали два лучших новичка лиги — Дэни Хитли и Илья Ковальчук, однако итог снова оказался худшим в лиге: одержав всего 19 побед и набрав 54 очка «Атланта» заняла последнее место в регулярном первенстве. Хотя по итогам чемпионата, Дэни Хитли (67 очков (26 голов + 41 передачу)) был признан лучшим новичком сезона получив «Колдер Трофи», а первый номер драфта 2001 года Илья Ковальчук (51 очко (29 голов + 22 передачи)), уже тогда считался будущей звездой НХЛ. Крайне слабый старт «Трэшерз» в сезоне 2002/03 привёл к увольнению с поста старшего тренера Курта Фрэйзера, а на его место в январе 2003 года был нанят Боб Хартли, бывший наставник «Колорадо Эвеланш». Под руководством Хартли «Атланта» заиграла более организовано и надёжнее в защите, что сразу сказалось на результатах, хотя команда снова осталась за чертой участников плей-офф. 74 набранных очка по итогам чемпионата стали лучшим результатом в истории «дятлов», но до зоны плей-офф команде не хватило 9 баллов.
В конце сентября 2003 года в автомобильной аварии тяжелые травмы получили лучший хоккеист команды Дэни Хитли и нападающий Дэн Снайдер. Последний так и не пришёл в сознание и спустя одну неделю скончался. Хитли потребовалось четыре месяца, чтобы вернуться на лед. «Трэшерз» тяжело переживали потерю товарища, однако довольно сильно начали сезон 2003/04 и поначалу шли в лидерах Юго-Восточного дивизиона, но затем скатились в низ турнирной таблицы из-за серии поражений с конца декабря по середину февраля, включившую в себя только одну победу в 21 игре. В итоге «дятлы» с 78 очками финишировали на 10-м месте в Восточной Конференции. 20-летний игрок «Атланты» Илья Ковальчук вышел в число лучших игроков лиги, с 41 голом российский нападающий разделил первое место с Риком Нэшом («Коламбус») и Джеромом Игинлой («Калгари») в борьбе за «Морис Ришар Трофи».

### Локаути выступления после него

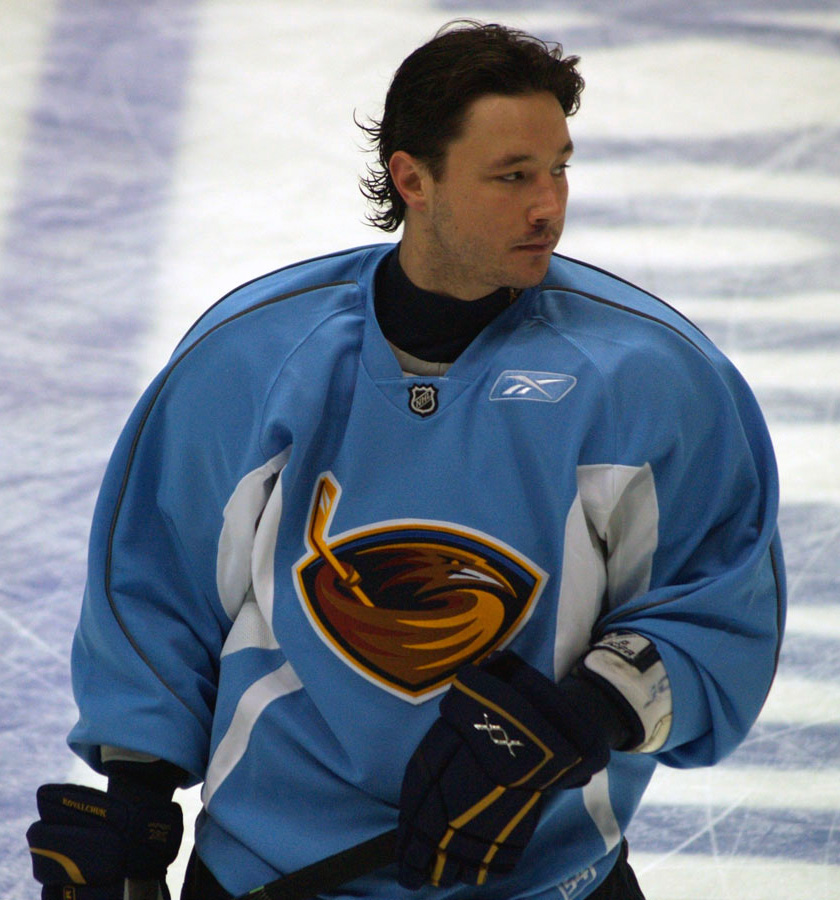
Илья Ковальчук — обладатель большинства рекордов клуба.

Потеряв сезон 2004/2005 из-за локаута, руководство «Атланты» поставило перед командой чёткую задачу на сезон 2005/2006 — попасть в плей-офф. Выполнять это задание «Трэшерз» пришлось без Хитли, попросившего летом 2005 года обмена и в итоге оказавшегося в «Оттаве». В обмен на Хитли «Атланта» получила от «Сенаторз» словацкого форварда Мариана Госсу и защитника Грега Девриза. В рядах «Атланты» так же появились словацкий ветеран Петер Бондра, чешский нападающий Бобби Холик, защитник Ярослав Модры и американский вратарь Майк Данэм. Так же продлив контракт с главным тренером Хартли и подписав с некоторой задержкой новый договор с Ковальчуком на пять лет на 32 миллиона долларов, «Трэшерз» сделали всё, что было в их силах, однако чехарда в воротах, связанная с травмой ведущего голкипера Кари Лехтонена, снова отправила команду на каникулы сразу после окончания регулярного чемпионата. «Атланте» не хватило всего двух очков для попадания в плей-офф, хотя команда и набрала рекордные для себя 90 очков и одержав 41 победу.
В сезоне 2006/07 «пересмешники» первенствовали в Юго-восточном дивизионе, попутно установив командные рекорды по победам и набранным очкам (команда улучшила прошлогодние показатели на 2 победы и 7 очков), впервые в своей истории попав в плей-офф. Но там в первом же раунде «Атланта» ничего не смогла противопоставить «Нью-Йорк Рейнджерс», проиграв им серию всухую — 0-4.
Сезон 2007/08 «Атланта» начала с провального старта, в результате чего Боб Хартли был освобождён от занимаемой должности, а пост главного тренера занял генеральный менеджер клуба Дон Уодделл. Кардинально выправить ситуацию ему не удалось, а сезон для «Трэшерз» оказался практически потерянным. Перед дэдлайном Уодделл отпустил в «Питтсбург» не желавших продлевать контракт с клубом Мариана Госсу и Паскаля Дюпуи, получив взамен канадских хоккеистов Колби Армстронга, Эрика Кристенсена и Анджело Эспозито. По итогам регулярного чемпионата «Атланта» заняла предпоследнее место в Восточной Конференции, набрав всего 76 очков.

### Последние сезоны, продажа и переезд
В следующие три сезона команда безуспешно пыталась пробиться в плей-офф и продолжала терять лидеров. В 2010 году из команды уходит её основной игрок Илья Ковальчук. Хоккейная команда довольно сильно уступала по популярности футбольной «Фэлконс», бейсбольной «Брэйвз» и баскетбольной «Хокс», а средняя посещаемость домашних матчей составляла 13 469, что является 28-м показателем из 30 в НХЛ. Сезон 2010/11 оказался последним для «Атланты», в нём команда также не смогла попасть в плей-офф заняв четвёртое место в своём дивизионе и 12-е на «Востоке». По окончании сезона появились слухи о продаже клуба и возможном его переезде. Косвенным подтверждением слухов стал переезд «Манитоба Мус», фарм-клуба «Ванкувер Кэнакс», из Виннипега в Сент-Джонс. 31 мая 2011 года на официальном сайте «Атланты» появилась информация о продаже команды компании True North Sports and Entertainment за $170 млн и её переезде в Виннипег. Чуть позже комиссионер лиги Гэри Бэттман официально объявил о переезде «Трэшерз» в Виннипег.

## Статистика
Сокращения: И = сыгранные матчи в регулярном чемпионате, В = победы, П = поражения, Н = ничьи, ПО = поражения в овертаймах, О = очки, ЗШ = забитые шайбы, ПШ = пропущенные шайбы, Рег. чемп. = место, занятое в указанном дивизионе по итогам регулярного чемпионата, Плей-офф = результат в плей-офф
| Сезон   | И   | В   | П   | Н  | ПО | О   | ЗШ   | ПШ   | Рег. чемп.       | Плей-офф                                                           |
| 1999-00 | 82  | 14  | 57  | 7  | 4  | 39  | 170  | 313  | 5, Юго-восточный | не попали                                                          |
| 2000-01 | 82  | 23  | 45  | 12 | 2  | 60  | 211  | 289  | 4, Юго-восточный | не попали                                                          |
| 2001-02 | 82  | 19  | 47  | 11 | 5  | 54  | 187  | 288  | 5, Юго-восточный | не попали                                                          |
| 2002-03 | 82  | 31  | 39  | 7  | 5  | 74  | 226  | 284  | 3, Юго-восточный | не попали                                                          |
| 2003-04 | 82  | 33  | 37  | 8  | 4  | 78  | 214  | 243  | 2, Юго-восточный | не попали                                                          |
| 2004-05 | —   | —   | —   | —  | —  | —   | —    | —    | —                | —                                                                  |
| 2005-06 | 82  | 41  | 33  | —  | 8  | 90  | 281  | 275  | 3, Юго-восточный | не попали                                                          |
| 2006-07 | 82  | 43  | 28  | —  | 11 | 97  | 246  | 245  | 1, Юго-восточный | проиграли в четвертьфинале конференции, 0-4 («Нью-Йорк Рейнджерс») |
| 2007-08 | 82  | 34  | 40  | —  | 8  | 76  | 216  | 272  | 4, Юго-восточный | не попали                                                          |
| 2008-09 | 82  | 35  | 41  | —  | 6  | 76  | 257  | 280  | 4, Юго-восточный | не попали                                                          |
| 2009-10 | 82  | 35  | 34  | —  | 13 | 83  | 234  | 256  | 2, Юго-восточный | не попали                                                          |
| 2010-11 | 82  | 34  | 36  | —  | 12 | 80  | 223  | 269  | 4, Юго-восточный | не попали                                                          |
| Всего:  | 902 | 342 | 437 | 45 | 78 | 807 | 2465 | 3014 | 11 сезонов       | одно попадание в плей-офф                                          |

## Игроки

### Неиспользуемые номера (на момент существования команды)
- 37 — Дэн Снайдер, центральный нападающий. Номер не использовался после трагической смерти игрока в сентябре 2003 года.

## Индивидуальные рекорды
- Наибольшее количество сыгранных игр в регулярных чемпионатах: Илья Ковальчук (2001-10) — 594
- Наибольшее количество очков в регулярных чемпионатах: Илья Ковальчук (2001-10) — 615 (328+287)
- Наибольшее количество заброшенных шайб в регулярных чемпионатах: Илья Ковальчук (2001-10) — 328
- Наибольшее количество шайб в большинстве в регулярных чемпионатах: Илья Ковальчук (2001-10) — 115
- Наибольшее количество победных шайб в регулярных чемпионатах: Илья Ковальчук (2001-10) — 40
- Наибольшее количество заброшенных шайб в овертайме в регулярных чемпионатах: Илья Ковальчук (2001-10) — 9
- Наибольшее количество результативных передач в регулярных чемпионатах: Илья Ковальчук (2001-10) — 287
- Наибольшее количество бросков в створ в регулярных чемпионатах: Илья Ковальчук (2001-10) — 2178
- Наибольшее количество штрафных минут в регулярных чемпионатах: Эрик Бултон (2005-11) — 639
- Наибольшее количество очков в регулярном сезоне: Мариан Хосса (2006-07) — 100 (43+57)
- Наибольшее количество очков, набранных защитником в регулярном сезоне: Дастин Бафлин (2010-11) — 53 (20+33)
- Наибольшее количество заброшенных шайб в регулярном сезоне: Илья Ковальчук (2005-06, 2007-08) — 52
- Наибольшее количество заброшенных шайб в большинстве за регулярный сезон: Илья Ковальчук (2005-06) — 27
- Наибольшее количество победных шайб за регулярный сезон: Вячеслав Козлов (2006-07) — 8
- Наибольшее количество результативных передач за регулярный сезон: Марк Савар (2005-06) — 69
- Наибольшее количество штрафных минут в регулярном сезоне: Джефф Оджерс[англ.] (2005-06) — 226
- Наибольшее количество «сухих» игр в регулярном сезоне: Кари Лехтонен (2006-07 и 2007-08) и Ондржей Павелец (2010-11) — 4